# Gouvernement Haradinaj II
République du Kosovo
Mustafa Kurti
Le gouvernement Haradinaj II (en albanais : Qeveria Ramush Haradinaj (2)) est le gouvernement de la république du Kosovo entre le 9 septembre 2017 et le 3 février 2020, sous la 6e législature de l'Assemblée.

## Historique
Ce gouvernement est dirigé par l'ancien Premier ministre du Kosovo, Ramush Haradinaj. Il est constitué et soutenu par une coalition gouvernementale entre le Parti démocratique du Kosovo (PDK), l'Alliance pour l'avenir du Kosovo (AAK), l'Initiative sociale-démocrate (NISMA), l'Alliance pour un nouveau Kosovo (AKR), la Liste serbe pour le Kosovo (SL), le Parti démocratique turc du Kosovo (sq) (KDTP) et la Coalition Vakat (en). Ensemble, ils disposent de 56 députés sur 120, soit 46,7 % des sièges de l'Assemblée.
Il est formé à la suite des élections législatives anticipées du 11 juin 2017.
Il succède donc au gouvernement d'Isa Mustafa, constitué et soutenu par une coalition entre le Parti démocrate, la Ligue démocratique du Kosovo (LDK), la Liste serbe et le Parti démocratique turc.

### Formation
Ramush Haradinaj est désigné candidat à la direction du gouvernement par le président de la République Hashim Thaçi le 7 septembre 2017, après avoir obtenu le ralliement de l'Alliance pour un nouveau Kosovo (AKR) de Behgjet Pacolli. Il présente deux jours plus tard son équipe devant l'Assemblée, et remporte le vote de confiance par 61 voix favorables, soit l'exacte majorité requise, contre une seule abstention : Autodétermination (VV) et la Ligue démocratique avaient en effet décidé de boycotter le scrutin.

### Succession
Le chef de l'exécutif annonce sa démission après avoir passé moins de deux ans au pouvoir, le 19 juillet 2019, justifiant sa décision par sa convocation à une audition devant le tribunal spécial pour le Kosovo, une juridiction pénale kosovare installée aux Pays-Bas et chargée de juger les crimes de guerre. La majorité parlementaire étant incapable de se rassembler sur la formation d'un nouveau gouvernement, l'Assemblée vote sa dissolution le 22 août suivant par 89 voix pour, assurant le déclenchement d'élections anticipées pour le 6 octobre suivant.
Le 3 février 2020, 199 jours après la démission de Ramush Haradinaj, Albin Kurti devient Premier ministre du Kosovo à la tête d'un gouvernement de coalition entre Autodétermination et la Ligue démocratique.

## Composition

### Initiale (9 septembre 2017)
| Poste                                                                | Titulaire | Titulaire                                                                 | Parti |
| -------------------------------------------------------------------- | --------- | ------------------------------------------------------------------------- | ----- |
| Premier ministre                                                     |           | Ramush Haradinaj                                                          | AAK   |
| Premier vice-Premier ministre Ministre des Affaires étrangères       |           | Behgjet Pacolli                                                           | AKR   |
| Vice-Premier ministre                                                |           | Enver Hoxhaj                                                              | PDK   |
| Vice-Premier ministre                                                |           | Fatmir Limaj                                                              | NISMA |
| Vice-Premier ministre Ministre des Communautés et des Retours        |           | Dalibor Jevtić                                                            | SL    |
| Vice-Premier Ministre Ministre de la Diaspora et des Investissements |           | Dardan Gashi                                                              | Sans  |
| Ministre des Forces de sécurité                                      |           | Rrustem Berisha                                                           | AAK   |
| Ministre des Infrastructures                                         |           | Pal Lekaj                                                                 | AAK   |
| Ministre des Finances                                                |           | Bedri Hamza                                                               | PDK   |
| Ministre de la Santé                                                 |           | Uran Ismajli                                                              | PDK   |
| Ministre de la Culture, de la Jeunesse et des Sports                 |           | Kujtim Gashi                                                              | PDK   |
| Ministre de l'Innovation et des Entreprises                          |           | Muzafer Shala                                                             | PDK   |
| Ministre de l'Intégration européenne                                 |           | Dhurata Hoxha                                                             | PDK   |
| Ministre de la Justice                                               |           | Abelard Tahiri                                                            | PDK   |
| Ministre de l'Éducation                                              |           | Shukeri Bytyqi                                                            | NISMA |
| Ministre du Commerce et de l'Industrie                               |           | Bajram Hasani (jusqu'au 05/09/2018)                                       | NISMA |
| Ministre du Travail et de la Protection sociale                      |           | Skender Reçica                                                            | NISMA |
| Ministre de l'Intérieur                                              |           | Flamur Sefaj (jusqu'au 30/03/2018) Bejtush Gashi (du 13/04 au 30/09/2018) | AKR   |
| Ministre de l'Environnement et de l'Aménagement du territoire        |           | Fatmir Matoshi                                                            | AKR   |
| Ministre du Développement économique                                 |           | Valdrin Luke                                                              | AKR   |
| Ministre des Collectivités locales                                   |           | Adriana Hoźič                                                             | SL    |
| Ministre de l'Agriculture                                            |           | Nenad Rikalo                                                              | SL    |
| Ministre de l’Administration publique                                |           | Mahir Yağcılar                                                            | KDTP  |
| Ministre du Développement rural                                      |           | Rasim Demir                                                               | Vakat |

### Remaniement du1eroctobre2018
- Les nouveaux ministres sont indiqués en gras, ceux ayant changé d'attributions en italique.

| Poste                                                                | Titulaire | Titulaire        | Parti |
| -------------------------------------------------------------------- | --------- | ---------------- | ----- |
| Premier ministre                                                     |           | Ramush Haradinaj | AAK   |
| Premier vice-Premier ministre Ministre des Affaires étrangères       |           | Behgjet Pacolli  | AKR   |
| Vice-Premier ministre                                                |           | Enver Hoxhaj     | PDK   |
| Vice-Premier ministre                                                |           | Fatmir Limaj     | NISMA |
| Vice-Premier ministre Ministre des Communautés et des Retours        |           | Dalibor Jevtić   | SL    |
| Vice-Premier Ministre Ministre de la Diaspora et des Investissements |           | Dardan Gashi     | Sans  |
| Ministre des Forces de sécurité                                      |           | Rrustem Berisha  | AAK   |
| Ministre des Infrastructures                                         |           | Pal Lekaj        | AAK   |
| Ministre des Finances                                                |           | Bedri Hamza      | PDK   |
| Ministre de la Santé                                                 |           | Uran Ismajli     | PDK   |
| Ministre de la Culture, de la Jeunesse et des Sports                 |           | Kujtim Gashi     | PDK   |
| Ministre de l'Innovation et des Entreprises                          |           | Muzafer Shala    | PDK   |
| Ministre de l'Intégration européenne                                 |           | Dhurata Hoxha    | PDK   |
| Ministre de la Justice                                               |           | Abelard Tahiri   | PDK   |
| Ministre de l'Éducation                                              |           | Shukeri Bytyqi   | NISMA |
| Ministre du Commerce et de l'Industrie                               |           | Endrit Shala     | NISMA |
| Ministre du Travail et de la Protection sociale                      |           | Skender Reçica   | NISMA |
| Ministre de l'Intérieur                                              |           | Ekrem Mustafa    | AKR   |
| Ministre de l'Environnement et de l'Aménagement du territoire        |           | Fatmir Matoshi   | AKR   |
| Ministre du Développement économique                                 |           | Valdrin Luke     | AKR   |
| Ministre des Collectivités locales                                   |           | Adriana Hoźič    | SL    |
| Ministre de l'Agriculture                                            |           | Nenad Rikalo     | SL    |
| Ministre de l’Administration publique                                |           | Mahir Yağcılar   | KDTP  |
| Ministre du Développement rural                                      |           | Rasim Demir      | Vakat |